# Stazione di Rosny-sous-Bois
La stazione di Rosny-sous-Bois (in francese Gare de Rosny-sous-Bois) è una stazione ferroviaria della linea Parigi-Mulhouse. È situata in place des Martyrs-de-la-Résistance ad Rosny-sous-Bois.

## Storia

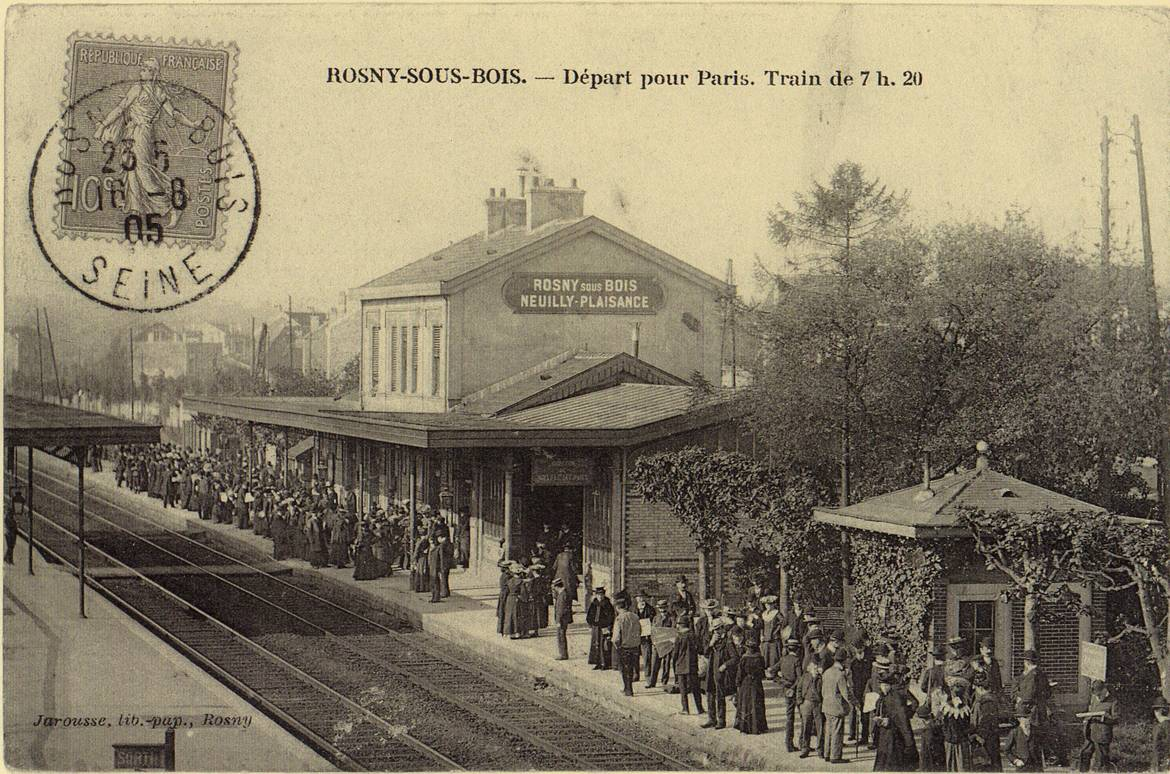
Il primo fabbricato viaggiatori poi demolito nel 1912.

La stazione fu messa in servizio il 7 luglio 1856 dalla Compagnie des chemins de fer de l'Est con l'attivazione del segmento compreso tra le stazioni di Noisy-le-Sec e di Nogent - Le Perreux. All'inizio degli anni novanta dell'800, la stazione fu ribattezzata Rosny-sous-Bois - Neuilly-Plaisance per la frequenza con cui veniva utilizzata dai residenti di Neuilly-Plaisance.
Nel 1912 il fabbricato viaggiatori, ormai obsoleto per il volume dei traffici che lo interessavano, fu demolito e ricostruito nelle forme attuali.

## Movimenti
La stazione è servita dai treni della Linea RER E e da quelli del Transilien.